# Shoma Doi
Shoma Doi (土居 聖真 Shoma Doi; Yamagata, 21 de maio de 1992) é um futebolista japonês que atua como meia. Atualmente defende o Kashima Antlers.

## Carreira
Doi começou a carreira no Kashima Antlers.

## Títulos
Kashima Antlers
- Copa da Liga Japonesa: 2011, 2012, 2015
- Copa Suruga Bank: 2012, 2013
- Campeonato Japonês: 2016
- Copa do Imperador: 2016
- Supercopa do Japão: 2017
- Liga dos Campeões da AFC: 2018